# Flügelfläche
Die Flügelfläche an den Tragflächen eines Flugzeugs ist jene Fläche, die vom Flügelgrundriss umschrieben wird.
Im Flugzeugbau unterscheidet man mehrere Flügelflächen:
- die Bruttoflügelfläche (auch Gesamtflügelfläche, englisch gross wing area) ist der Flächeninhalt, der  „begrenzt wird von den beiden Tragflächenspitzen, den Vorder- und Hinterkanten und den gradlinigen Verbindungen der Schnittpunkte zwischen den Kanten und dem Rumpf bzw. den Tragflächengondeln“ ohne Berücksichtigung von Verkleidungen.[1]
- die Nettoflügelfläche (englisch net wing area) ist die Bruttoflügelfläche abzüglich „des vom Rumpf bedeckten Teils“.[2]
- die Bemessungsflügelfläche (auch Bezugsflügelfläche, englisch design wing area) ist die  „vom Flügelumriß (einschließlich der Flügelklappen in eingefahrener Stellung und Querruder, jedoch ohne Ausrundungen und Verkleidungsübergänge) begrenzte Fläche, projiziert auf eine die Flügelsehnen enthaltene Fläche. Der Umriß wird in sinnvoller Weise als durch Gondeln und Rumpf bis zur Symmetrieebene durchlaufend angenommen.“[3]
- die Benetzte Oberfläche: Sie ist jener Teil der Tragfläche, der einer Luftströmung ausgesetzt ist.

Darüber hinaus existieren einige firmeneigene Definitionen, beispielsweise von Airbus, Boeing/McDonnell Douglas und Fokker.
Aus der Fläche des Flügels und der Masse des Flugzeugs folgt der wichtige Parameter der Flächenbelastung. Aus ihr, dem Luftwiderstand und dem Antrieb lässt sich das Flugverhalten abschätzen.

## Berechnung
Die Bruttofläche des Tragflügels wird durch seine Projektionsfläche in der von Längsachse und Querachse aufgespannten Ebene gebildet. Bei einem Rechteckflügel ist die Fläche {\displaystyle A} gleich dem Produkt aus Spannweite {\displaystyle b} und Profiltiefe {\displaystyle l}:
{\displaystyle A=b\cdot l}
Bei üblicher, über die Querachse {\displaystyle y} nicht konstanter Profiltiefe liefert die Integration über die Spannweite die Flügelfläche:
{\displaystyle A=\int \limits _{-{\frac {b}{2}}}^{+{\frac {b}{2}}}l(y)\,dy}
Wenn die Flügel auf beiden Seiten der Ebene, die von der Flugzeug-Längs- und -Hochachse aufgespannt wird, symmetrisch zueinander sind, lässt sich die Rechnung vereinfachen zu:
{\displaystyle A=2\cdot \int \limits _{0}^{+{\frac {b}{2}}}l(y)\,dy}